# Бог — бразилец
«Бог — бразилец» — бразильский комедийный фильм, снятый в 2003 году. Сценарий написан по мотивам рассказа Жуана Убалду Рибейру «Святой, который не верил в Бога» (порт. O Santo que não acreditava em Deus).

## Сюжет
Таока (Вагнер Моура) — рыбак в маленькой деревушке. Он пронырлив и скрывается от кредитора Бауделе Виейра (Степан Нерсесян). Однажды посреди реки он встречает бога (Антонио Фагундес). Тот ищет Кинка дас Мулас (Брюс Гомлевски), чтобы тот стал первым святым из Бразилии и помог богу отдохнуть от забот о Земле.
Но Кинка дас Мулас не так легко найти. Он путешествует по стране, помогая разным людям. В процессе поисков бог и Таока встречают Мада (Палома Дуарте). Она пытается соблазнить бога, чтобы тот взял её с собой в Сан-Паулу, где умерла её мать. В процессе путешествия троица попадает в трущобы, в пустыню, к индейцам, в автобус с проститутками.
По дороге Таока ведёт с богом философские беседы о несовершенстве этого мира.
Наконец они находят Кинка дас Мулас, который оказался атеистом и из-за этого не смог стать святым, несмотря на то что имел для этого все данные.
Троица возвращается к тому месту, где Таока встретился с богом. В них стреляет Бауделе Виейра и попадает в Мада. Таока осознаёт тяжесть утраты и ругает бога. Но Мада выживает благодаря медальону, найденному богом.

## Награды
- Гран-при Бразилии в области киноискусства (бразильский «Оскар», pt:Grande Prêmio Cinema Brasil)
- Приз кинофестиваля в Картахене (Колумбия) в номинации «лучший фильм», 2004 год.
- Приз APCA (ассоциации художественных критиков Сан-Паулу) 2004 за лучшую роль (Вагнер Моура).